# Иванэ II
Иванэ II или Иванэ Великий, Атабек-Иванэ II (годы рож. и см. неизв.) — армянский князь Хачена во второй половине XIV века. Внук Иванэ-Атабака I. Отец — Джалал II, сын — Джалал III. Все — представители армянского княжеского рода Гасан-Джалаляны.
Владения охватывали Нижний Хачен, хотя имел сюзеренные права на всей территории Хаченского княжества. Биографических данных не сохранилось.